# Centroclisis benadirensis
Centroclisis benadirensis is een insect uit de familie van de mierenleeuwen (Myrmeleontidae), die tot de orde netvleugeligen (Neuroptera) behoort. 
Centroclisis benadirensis is voor het eerst wetenschappelijk beschreven door Navás in 1932.